# Elementele perioadei 7
Un element cu perioada 7 este unul dintre elementele chimice din al șaptelea rând (sau perioadă ) din tabelul periodic al elementelor chimice . Tabelul periodic este reprezentat in rânduri pentru a ilustra tendințele recurente (periodice) ale comportamentului chimic al elementelor, pe măsură ce numărul lor atomic crește: un nou rând începe atunci când comportamentul chimic începe să se repete, ceea ce înseamnă că elementele cu comportament similar cad în același coloane verticale.
A șaptea perioadă conține 32 de elemente, legate cel mai mult cu perioada 6, începând cu franciu și terminând cu oganesson, cel mai greu element descoperit în prezent. De regulă, elementele din perioada 7 își completează mai intai straturile 7s, apoi 5f, 6d și 7p în această ordine; există excepții, cum ar fi uraniul .